# Herbarium des Remparts
L’Herbarium des Remparts est un jardin associatif ouvert au public, situé à Saint-Valery-sur-Somme sur la Côte picarde, dans le département de la Somme.

## Histoire
Depuis le XVIe siècle, les religieuses de l’hôpital de Saint-Valery entretenaient un jardin dont le produit servait à l’alimentation des malades.
Ce jardin fut abandonné lorsque les religieuses quittèrent l’hôpital en 1964.
En 1995, l’association Herbarium est créée par Nicole Quilliot, son objectif est de relancer l'aménagement d'un jardin d’hôpital.

## Caractéristiques

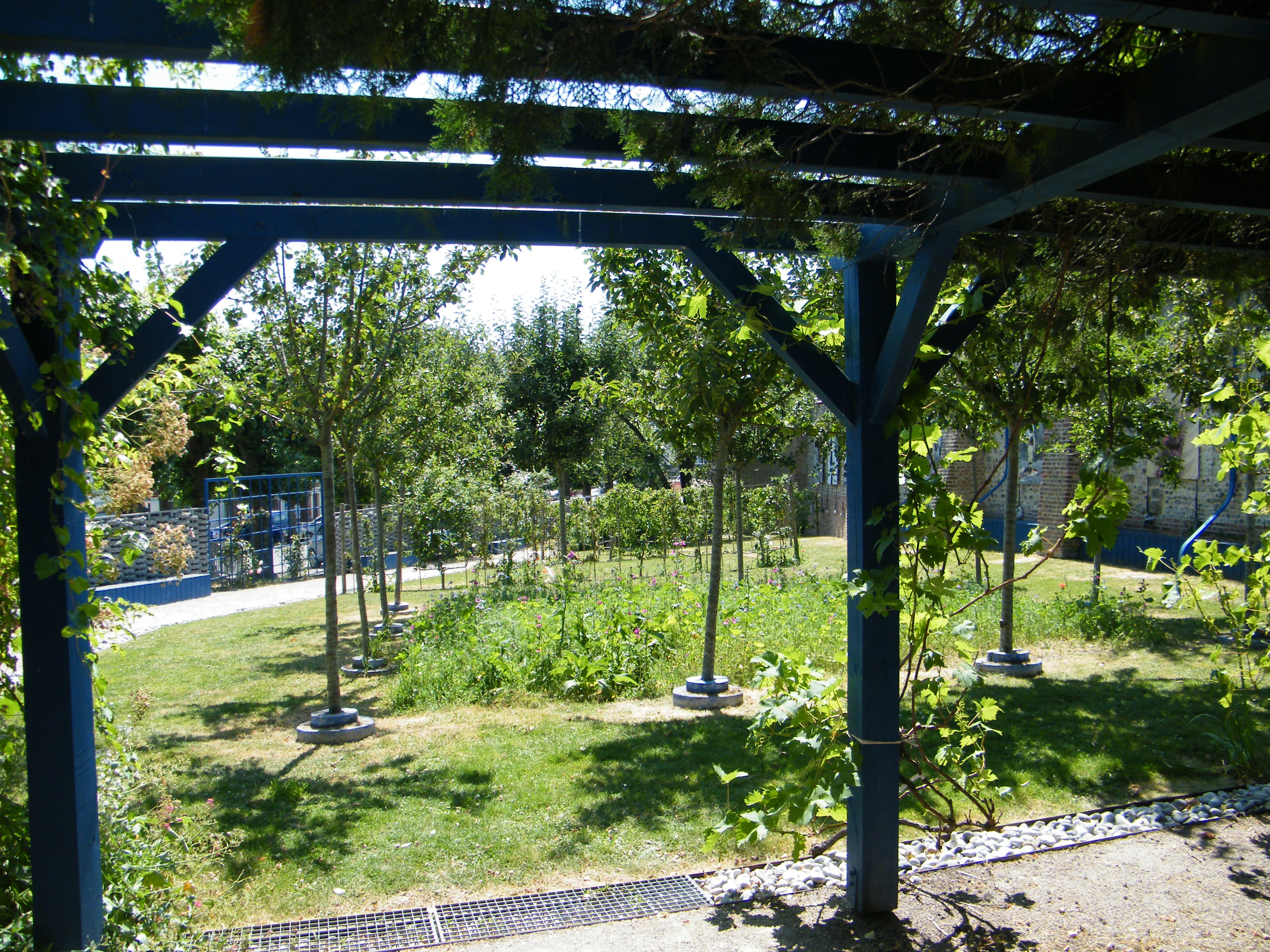
Fruticetum, vue générale, à partir de l'entrée.

Situé dans la ville haute, près des remparts, enclos de murs de galets et de silex, l’Herbarium proprement dit a une superficie de 1 700 m2. Il rassemble plus de mille espèces étiquetées. Le jardin est géré selon les normes du développement durable, sans engrais ni pesticides. 
Les parcelles se distribuent en étoile à partir d’un vieux pommier. De petits biotopes ont été créés :
- mini-dunes,
- plantes du littoral,
- fleurs de sous-bois…

On découvre également dans le jardin :
- des plantes alimentaires,
- des plantes condimentaires,
- des plantes médicinales,
- des plantes tinctoriales comme la guède ou waide en picard.

Ainsi que des arbres fruitiers :
- cognassier ;
- figuier ;
- néflier ;
- poirier ;
- pommier,

Des  arbustes remarquables comme :
- l’arbousier ;
- l’argousier ;
- le mimosa ;
- le pittosporum ;
- le sureau lacinié.

Et des plantes vivaces et annuelles, fleurs de rocaille...
Des expositions temporaires sont organisées régulièrement dans la serre attenante au jardin, dans des thèmes liés à l'environnement.

### Le Fruticetum
En 2015, au pied des remparts, adjacent au jardin, a été aménagé un fruticetum ; autrement dit, ici un verger, avec sa collection de pommiers, poiriers, cerisiers, vigne, tilleul, cyprès, rosiers, joncs... 
Cet espace est ouvert aux pensionnaires de la maison de retraite située juste en face.